# 集外集拾遗
《集外集拾遗》是许广平收集出版的鲁迅文集，收录了鲁迅在1912年至1936年所作但未编入以往各文集的杂文和诗。
- 杂文:包括《怀旧》，《诗歌之敌》，《中山先生逝世后一周年》，《〈静静的顿河〉后记》，《帮忙文学与帮闲文学》，《〈解放了的堂吉诃德〉后记》等。
- 诗：《偶成》，《一二八战后作》，《赠画师》，《秋夜有感》，《亥年残秋偶作》等。
- 附录：《〈文艺连丛〉》，《绍介〈海上述林〉上卷》等。

- 《集外集拾遗》1938年收入《鲁迅全集》。
- 《鲁迅全集》，人民文学出版社 第7卷